# Mikdat Sevler
Mikdat Sevler (Mersin, 21 gennaio 1998) è un ostacolista turco.

## Biografia
Il 26 giugno 2019 ha migliorato il record nazionale, che gli apparteneva, in 13"81, nelle semifinali dei Giochi europei 2019 a Minsk.
Porta il suo record a 13"42 il 5 giugno 2021, vincendo i campionati turchi a Bursa.
Detiene anche il record turco dei 60 m ostacoli (indoor), ottenuto nella serie dei campionati mondiali indoor di atletica leggera 2022.

## Palmarès
| Anno | Manifestazione  | Sede      | Evento   | Risultato  | Prestazione | Note |
| ---- | --------------- | --------- | -------- | ---------- | ----------- | ---- |
| 2022 | Europei         | Monaco    | 110 m hs | Semifinale | dns         |      |
| 2023 | Europei indoor  | Istanbul  | 60 m hs  | Batteria   | 7"83        |      |
| 2023 | Mondiali        | Budapest  | 110 m hs | Batteria   | 13"92       |      |
| 2024 | Mondiali indoor | Glasgow   | 60 m hs  | Batteria   | 7"80        |      |
| 2024 | Europei         | Roma      | 110 m hs | Semifinale | 13"68       |      |
| 2025 | Europei indoor  | Apeldoorn | 60 m hs  | Semifinale | 7"82        |      |
| 2025 | Mondiali indoor | Nanchino  | 60 m hs  | Semifinale | 7"81        |      |